# Chlidonias
Chlidonias (moseterner) er en slægt af fugle i familien mågefugle, der består af fire arter. De lever på alle kontinenter på nær Antarktis.
Arterne i slægten Chlidonias er små terner med korte haler, hvis yderste styrefjer ikke er forlængede eller smalle. Halen er kortere end den halve vingelængde og kun i ringe grad kløftet. I sommerdragten er bryst og bug sorte eller gråsorte. Benene er lave, mellemfoden er kortere end mellemtåen. Svømmehuden er meget dybt indskåret. Bagtåen er veludviklet.

## Arter
De 4 arter i slægten Chlidonias:
- Maoriterne, Chlidonias albostriatus
- Hvidskægget terne, Chlidonias hybridus
- Hvidvinget terne, Chlidonias leucopterus
- Sortterne, Chlidonias niger